# Hindis de la Guaiana Francesa
Els hindis de la Guaiana Francesa són majoritàriament descendents de treballadors tàmils contractats de l'Índia que viuen al departament francès d'ultramar de la Guaiana Francesa. Sovint es refereixen com a indis indis Orientals i són uns 11.000 individus.

## Història de la migració
Entre 1838 i 1917 hi havia 19.276 immigrants hindis a la Guaiana Francesa. Els treballadors de l'Índia va començar a arribar a la Guaiana Francesa en 1862. A mitjans dels anys 1880, però, els britànics van aturar l'arribada d'hindis degut a les acusacions que els francesos maltractaven els treballadors contractats de l'Índia sota la seva llei.

## Personatges
- Lotus Vingadassamy-Engel